# Râul Jărăștuia
Râul Jărăștuia este un afluent al râului Varlaam.

## Hărți
- Harta Siriu - Trasee Montane
- Harta Munții Buzăului [nefuncțională – arhivă]